# دوري آيسلندا الممتاز 1950
دوري آيسلندا الممتاز 1950 (بالآيسلندية: Efsta deild karla í knattspyrnu 1950) هو الموسم 39 من  دوري آيسلندا الممتاز. كان عدد الأندية المشاركة فيه  5، وفاز فيه ناتدبيرنوفيلاغ ريكيافيكور.